# Shelton Brooks
Shelton Brooks (4 de mayo de 1886-6 de septiembre de 1975) fue un compositor de música pop y jazz canadiense, conocido por escribir algunos de los mayores éxitos del primer tercio del siglo XX. 

## Biografía
Nacido en Amherstburg, Ontario, en 1901 su familia se mudó a Detroit, Míchigan (Estados Unidos). 
Shelton Brooks cantó, tocó el piano, y actuó en el circuito de vodevil (destacó como imitador de Bert Williams), además de tener una exitosa carrera componiendo canciones. Su primer éxito fue "Some of These Days", el cual interpretó Sophie Tucker a partir de 1909, adoptándola como su lema musical, y cantándola de manera regular a lo largo de 55 años.
En la década de 1920 protagonizó varias comedias musicales pero, tras la súbita muerte de su socia Florence Mills en 1927, dejó de actuar en el teatro y se dedicó al ambiente de nightclub.  
Además, tuvo un show radiofónico en la emisora CBS en los años treinta, y en la década de 1940 apareció con regularidad en el show de variedades de Ken Murray "Blackouts".
Shelton Brooks falleció en 1975 en Los Ángeles, California.

## Composiciones
Entre sus éxitos se incluyen "Some of These Days", "Darktown Strutters' Ball", "I Wonder Where My Easy Rider's Gone", "Every Day", "All Night Long", "Somewhere in France", "Swing That Thing", "That Man of Mine", "There'll Come A Time", y "Walkin' the Dog".